# Boris Marian
Boris Marian, pe numele real Boris Mehr, (n. 19 noiembrie 1941, Soldato-Aleksandrovskoe⁠(d), RSFS Rusă, URSS) este un poet și publicist român de origine evreiască.

## Biografie
S-a născut pe 19 noiembrie 1941 în satul Soldato-Aleksandrovskoe din Caucazul de Nord (aflat atunci în RSFS Rusă, URSS) în familia ziaristului Iacob Mehr și a soției lui, Maria (n. Schärf), primind la naștere numele de Boris Mehr. Familia sa era originară din ținutul Herța, de unde fugise în 22 iunie 1941 de frica deportării de trupele germane, și s-a reîntors în România în 1945. A urmat studii la Liceul „Nicolae Bălcescu” din București (azi Colegiul Național „Sfântul Sava”) (1956–1959), apoi la Facultatea de Chimie Industrială a Institutului Politehnic din București (1959–1961), pe care le-a continuat la Institutul de Chimie Fină din Moscova (1961–1965).
După absolvirea facultății a lucrat ca inginer la Uzina „Danubiana” (1965–1968), cercetător științific la ICECHIM București (1968–1978), director tehnic la Întreprinderea de Anvelope din Zalău (1978–1983) și inginer la Centrala industrială a cauciucului (1983–1997).
Debutul său literar a avut loc în anul 1969 în revista Luceafărul, la recomandarea lui Ilie Constantin, colaborând cu poezii în revistele literare Luceafărul, România literară, Flacăra, Poesis, Contemporanul, Viața noastră și Ultima oră din Israel etc. Primul volum de versuri, Numele profesorului, a fost publicat în 1986, fiind urmat de volumele de poezii Profesorul de fericire (1989), Vocea profesorului (1993) și Viață de profesor (2002) și de volumul de eseuri Evreii – istorie, valori (2000). Poeziile sale au fost publicate și în antologia Poezia pădurii, vol. IV (2001). A desfășurat în paralel o activitate publicistică, lucrând din 1997 ca redactor la revista Realitatea evreiască.
Recenzând volumul Bazar oriental (2009), criticul Alex. Ștefănescu scria că „încercarea autorului de a face literatură este zădărnicită de amatorism, de tendința de a moraliza și mai ales de stilul împiedicat, care face unele pasaje ininteligibile”. Mai tânărul critic Răzvan Voncu a scris, într-o recenzie a volumului Exilul cuvântului (2014), că „livrescul și naturalul, laicul și religiosul, suprarealismul și luciditatea se întrețes, într-un discurs dens și substanțial” în universul poetic al lui Boris Marian, iar poezia sa este „o experiență spirituală care îl angajează în totalitate și pe care poetul o parcurge cu efort”. În opinia lui Răzvan Voncu, Boris Marian este un „poet discret, măcinat de combustii spirituale și stăpânit de o admirabilă râvnă culturală [...] un poet-sinteză, în al cărui discurs gândirea iudaică și tradiția poetică românească se împletesc. Și, totodată, un spirit profund, pentru care poezia este un destin, nu o simplă delectare intelectuală”.

## Opera
- Numele profesorului, versuri, Ed. Litera, București, 1986;
- Profesorul de fericire, poeme, Ed. Cartea Românească, București, 1989;
- Vocea profesorului, versuri, Ed. Litera, București, 1993;
- Evreii – istorie, valori, eseuri, Ed. Hasefer, București, 2000;
- Viață de profesor, versuri, Ed. Albatros, București, 2002;
- Mers în pustiu sau căutarea lui Dumnezeu, versuri, Asociația Scriitorilor București, 2005;
- Dicționar sentimental, eseuri, Ed. Nouă, București, 2006;
- File de calendar profan, Ed. Hasefer, București, 2007;
- Adesea, între ore solitare, Ed. Nouă, București, 2007;
- Abis sau a șaptea poartă, versuri, Asociația Scriitorilor București, 2008;
- 154 sunete, Ed. Granada, București, 2009;
- Bazar oriental, eseuri, note de jurnal, poeme, Ed. Nouă, București, 2009;
- Bazar oriental (II), Ed. Granada, București, 2010;
- Du Congo au Danube – antologie de poezie contemporană, Ed. Dagan, Paris, 2011;
- Infernul de toate zilele, versuri, Ed. Granada, București, 2011;
- Între infern și paradis, versuri, Ed. Tipo-Moldova, Iași, 2013;
- Interferențe culturale și istorice, eseuri, Ed. Hasefer, București, 2013;
- Exilul cuvântului, Colecția Poeții secolului XXI, Ed. Inspirescu, Satu Mare, 2014;
- Antologie de vis, Ed. Inspirescu, Colecția Poeții secolului XXI, Satu Mare, 2015;
- Ca o rugăciune, versuri, Ed. Astralis, București, 2016;
- Ce stradă e asta?, versuri și proză, Ed. Neuma, Cluj-Napoca, 2017;
- Antologia aforismului românesc contemporan, ediția a II-a, Ed. Digital Unicorn, București, 2017.